# Eutrichota pamirensis
Eutrichota pamirensis este o specie de muște din genul Eutrichota, familia Anthomyiidae. A fost descrisă pentru prima dată de Willi Hennig în anul 1972. Conform Catalogue of Life specia Eutrichota pamirensis nu are subspecii cunoscute.